# ماتسودا سیکو
ماتسودا سیکو (انگلیسی: Seiko Matsuda؛ زادهٔ ۱۰ مارس ۱۹۶۲) خواننده-ترانه‌پرداز موسیقی پاپ اهل ژاپن است.
از فیلم‌ها یا برنامه‌های تلویزیونی که وی در آن نقش داشته‌است می‌توان به آرماگدون، تایرا نو کیوموری (مجموعه تلویزیونی تایگا)، استخوان‌ها (مجموعه تلویزیونی)، آخر خوشگل‌ها اشاره کرد.